# Vada

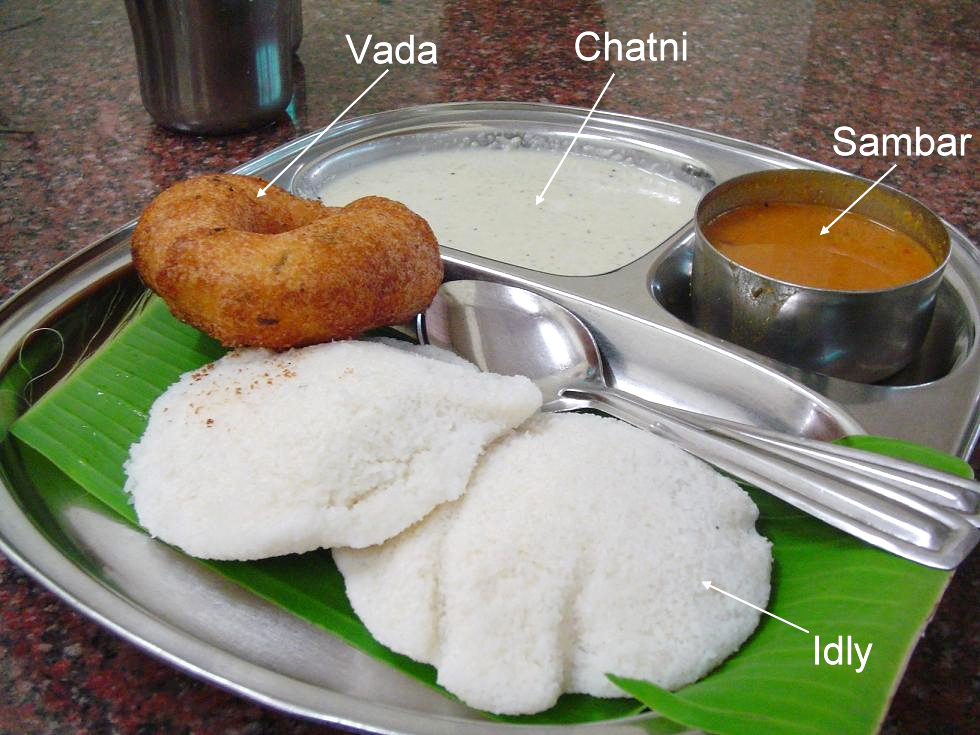
Un Sambhar con vada y otros ingredientes.

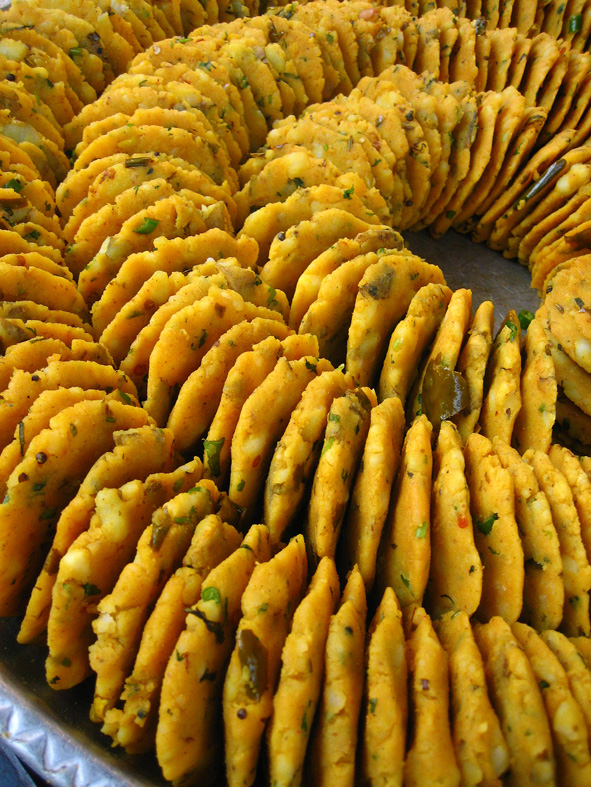
Vada de batata.

El vada (de forma alternativa se puede encontrar mencionado como vadai, wada, vade) es un snack salado típico de la cocina del sur de la India que tiene forma de doughnut y que se hace con lentejas o patata (papa). Existe una variedad muy común en la India conocido como Aama Vadai y se prepara con lentejas.

## Características
El vada puede variar en tamaño y en forma, son muy comparables con los doughnut de occidente. Se elaboran con puré de patatas y/o lentejas que son aliñadas y a veces salteadas. A la masa resultante se le da forma y se cubre con harina de garbanzo y se fríe. A pesar se ser un alimento frito, si se cocina correctamente no es un producto que sea demasiado aceitoso. Se suele servir en una bandeja con el chutney, una especia dulce. Un vada puede ser un vada pav, es decir comida de calle como lo son los perritos calientes.

## Otras variedades de Vadai
- Dahi/Thayir Vadai (elaborado y servido como el vada en una mezcla de yogur y especias)
- Ulli Vadai (elaborado con cebollas)
- Maddur Vadai (elaborado con cebollas y no tiene forma de donut)
- Paruppu Vadai (elaborado con toor dal y sin forma de donut)
- Thairu Vadai (Uzhundhu Vadai puesto en yogur)
- Masala Vadai (es más suave y notan crujiente como el Vadai)
- Rava Vadai (Vadai elaborado de semolina)
- Batata Vadai (Bonda)(elaborado con patata, ajo y especias; cuando se consume con paav, la combinación se denomina Vadai paav)